# Gråbukig hök
Gråbukig hök (Accipiter poliogaster) är en sydamerikansk fågel i familjen hökar. Fågeln förekommer lokalt i fuktiga skogar i Sydamerika öster om Anderna.

## Utseende och läten
Gråbukig hök är en medelstor, skogslevande hök med en kroppslängd på 38–50 cm och vingspannet 69–84 cm. Den är relativt storhövdad med korta och rundade vingar och kort stjärt. Ovansidan är mörkgrå och brun, med ett ljust streck ovanför tygeln. Undersidan är vit, benen gula och stjärten grå- och svartbandad. Den är mycket lik ej alls besläktade skifferskogsfalken, men större och med kortare, mer avskuren stjärt. Ungfågeln har en avvikande dräkt (och har därför tidigare trotts utgöra en egen art), med svart hjässa, kastanjebruna mustaschfläckar och bruten bandning på undersidan. Lätet beskrivs som ett kacklande "kek-kek-kek-kek-kek-kek".

## Utbredning och systematik
Fågeln förekommer i Sydamerika, öster om Anderna från Colombia och nordöstra Ecuador (där möjligen bara i egenskap av flyttfåglar), södra Venezuela och Guyanaregionen söderut genom Brasilien, östra Peru, Bolivia och östra Paraguay till nordöstra Argentina (Misiones). Relativt få fynd finns av arten och dess status i många delar av dess utbredning är dåligt känd. Till exempel kan fåglar i östra Paraguay, nordöstra Argentina och sydöstra Brasilien möjligen utgöra flyttfåglar.

## Status
Arten tros minska i antal till följd av skogsavverkningar. Internationella naturvårdsunionen IUCN kategoriserar dem därför som nära hotad.